# Goathaunt Bunkhouse
La Goathaunt Bunkhouse est un bâtiment dans le comté de Glacier, dans le Montana, aux États-Unis. Protégé au sein du parc national de Glacier, il est inscrit au Registre national des lieux historiques depuis le 19 janvier 1996.